# Анусино (платформа)
«Анусино» (бел. Анусіна) — остановочный пункт электропоездов в Минском районе. Расположен на перегоне «Беларусь — Радошковичи» между остановочным пунктом Хмелевка и станцией Радошковичи.
Остановочный пункт расположен рядом с одноимённым посёлком. Рядом с платформой проходит Главный канал Вилейско-Минской водной системы, находится курганный могильник XI—XIIвв, насчитывающий около 40 курганов высотой около 1 метра, усадьба «Анусино».

## Стоимость
Стоимость проезда от станции Минск-Пассажирский составляет 1,33 бел.р, от станции Молодечно — 1,80 бел.р..

## В пути
Время в пути на пригородных электропоездах со всеми остановками около 46 минут.